# Aibes
Aibesⓘ (fr. wym. [ɛb]) – miejscowość i gmina we Francji, w regionie Hauts-de-France, w departamencie Nord.
Według danych na rok 1990 gminę zamieszkiwało 400 osób, a gęstość zaludnienia wynosiła 43 osób/km² (wśród 1549 gmin regionu Nord-Pas-de-Calais Aibes plasuje się na 853. miejscu pod względem liczby ludności, natomiast pod względem powierzchni na miejscu 366).